# Annika Sieff
Annika Sieff (Cavalese, 27 ottobre 2003) è una saltatrice con gli sci ed ex combinatista nordica italiana.

## Biografia
Originaria di Varena e attiva in gare FIS dal gennaio del 2016, la Sieff ha gareggiato principalmente nella combinata nordica: ha esordito in Coppa Continentale il 25 gennaio 2020 a Rena (12ª) e in Coppa del Mondo nella gara inaugurale del circuito femminile, disputata il 18 dicembre 2020 a Ramsau am Dachstein (9ª); ai successivi Mondiali di Oberstdorf 2021, sua prima presenza iridata, si è classificata 6ª nel trampolino normale e il 3 dicembre dello stesso anno ha conquistato a Lillehammer il primo podio in Coppa del Mondo (3ª).
Ai Mondiali juniores di Zakopane/Lygnasæter 2022 ha vinto la medaglia d'oro nel trampolino normale e quella d'argento nella gara a squadre mista; l'anno dopo ai Mondiali juniores di Whistler 2023 ha nuovamente conquistato la medaglia d'oro nel trampolino normale e quella di bronzo nella gara a squadre mista e ai successivi Mondiali di Planica 2023 si è piazzata 6ª nel trampolino normale e 4ª nella gara a squadre mista.
Dalla stagione 2023-2024 ha abbandonato la combinata nordica per dedicarsi esclusivamente al salto con gli sci (specialità nella quale aveva già gareggiato in Coppa Continentale e in quattro edizioni dei Mondiali juniores) e ha esordito in Coppa del Mondo il 2 dicembre 2023 a Lillehammer (27ª); ai Mondiali di Trondheim 2025 è stata 22ª nel trampolino normale, 6ª nella gara a squadre e 9ª nella gara a squadre mista.

## Palmarès

### Combinata nordica

#### Mondiali juniores
- 5 medaglie:
  - 2 ori (trampolino normale a Zakopane/Lygnasæter 2022; trampolino normale a Whistler 2023)
  - 1 argento (gara a squadre mista a Zakopane/Lygnasæter 2022)
  - 2 bronzi (gara a squadre mista a Lahti/Vuokatti 2021; gara a squadre mista a Whistler 2023)

#### Festival olimpico della gioventù europea
- 1 medaglia:
  - 1 oro (trampolino normale a Vuokatti 2022)

#### Coppa del Mondo
- Miglior piazzamento in classifica generale: 4ª nel 2023
- 5 podi (individuali):
  - 3 secondi posti
  - 2 terzi posti

### Salto con gli sci

#### Coppa del Mondo
- Miglior piazzamento in classifica generale: 22ª nel 2024
- top 10

Coppa Continentale
- Miglior piazzamento classifica generale estiva: 1° nel 2024
- 2 primi posti
- 2 secondi posti